# Liure
Liure es un municipio del departamento de El Paraíso en la República de Honduras.

## Toponimia
Por haberse formado con vecinos de Texiguat, dice la tradición que Liure significa "Libre", ya que se quería expresar que los habitantes del nuevo pueblo estaban emancipados de Texiguat; sin embargo, lo más probable es que el nombre proceda del mexicano en el que esta palabra significa "Agua de Plumas".

## Límites
Se encuentra en terreno semiquebrado, cerca del Río Grande de Liure.
| Orientación | Límite                             |
| ----------- | ---------------------------------- |
| Norte       | Municipio de Soledad, El Paraíso   |
| Norte       | Municipio de Texiguat, El Paraíso  |
| Sur         | Municipio de Apacilagua, Choluteca |
| Este        | Municipio de Morolica, Choluteca   |
| Oeste       | Municipio de Orocuina, Choluteca   |

## Historia
El 28 de octubre de 1886, era uno de los municipios que formaba el Círculo de Texiguat, que anteriormente pertenecía a Tegucigalpa.

## División Política
Aldeas: 6 (2013)
Caseríos: 95 (2013)
| Código | Aldea                                         |
| ------ | --------------------------------------------- |
| 070701 | Asunción                                      |
| 070702 | Bocuire (Liure centro cabecera del municipio) |
| 070703 | Monte Grande                                  |
| 070704 | San Ramón                                     |
| 070705 | Santa Cruz                                    |